# Friedrich Marpurg
Friedrich Marpurg (* 4. April 1825 in Paderborn; † 2. Dezember 1884 in Wiesbaden) war ein deutscher Dirigent und Komponist.

## Leben
Friedrich Marpurg war der Urenkel des Musiktheoretikers Friedrich Wilhelm Marpurg. Er studierte am Leipziger Konservatorium bei Felix Mendelssohn Bartholdy und Moritz Hauptmann.
In den 1850er Jahren leitete er in Königsberg das städtische Opernorchester. Zu seinen dortigen Schülern gehörte Adolf Jensen. Von 1864 bis 1866 war er Hofkapellmeister in Sondershausen – sein dortiger Nachfolger wurde 1867 Max Bruch. Ab 1868 war Marpurg in Darmstadt tätig, ehe er schließlich 1875 in Wiesbaden beim nassauischen Herzog die Position des Hofkapellmeisters erhielt. Er leitete auch den Wiesbadener Männergesangsverein Concordia. 
Nach seinem Tod ließ der Verein aus Dankbarkeit auf dem Nordfriedhof der Stadt sein Grabmal errichten.

## Werke (Auswahl)
- Musa, der letzte Maurenkönig, Oper, uraufgeführt 1855 in Königsberg
- Agnes von Hohenstaufen, Oper, uraufgeführt 1874 in Freiburg.